# Philoscia dobakholi
Philoscia dobakholi is een pissebed uit de familie Philosciidae. De wetenschappelijke naam van de soort is voor het eerst geldig gepubliceerd in 1924 door Chopra.